# Virgin Radio Canada
Virgin Radio Canada est un groupe canadien détenu par Bell Media, exploitant la licence Virgin Radio au Canada. Ce groupe est le premier représentant de Virgin Radio en Amérique du Nord.

## Virgin Radio canadiennes
Depuis 2008, Astral Media a lancé huit stations de radio Virgin Radio au Canada :

### Virgin Radio 999
Virgin Radio 999 a été lancée le 25 août 2008 à Toronto, en Ontario. Elle est la première station Virgin Radio à être lancée en Amérique du Nord. Elle était auparavant connue sous le nom de « 99.9 Mix FM ».

### Virgin Radio 95.3
Virgin Radio 95.3 a été lancée le 8 janvier 2009 à Vancouver, en Colombie-Britannique. Elle est la deuxième station Virgin Radio à être lancée en Amérique du Nord.

### Virgin Radio 96
Virgin Radio 96 a été lancée le 12 janvier 2009 à Montréal, au Québec. Elle est la quatrième station Virgin Radio à être lancée en Amérique du Nord. Elle était auparavant connue sous le nom de « Mix96 ».

### Virgin Radio 98.5
Virgin Radio 98.5 a été lancé le 30 juin 2010 à Calgary en Alberta. Elle était connue sous le nom de Vibe 98.5.

### Virgin Radio 104.9
Virgin Radio 104.9 a été lancé le 4 février 2011 à Edmonton en Alberta. Elle était connue sous le nom de EZ-Rock 104.9.

### Virgin Radio 97.5
Virgin Radio 97.5 a été lancé le 17 août 2012 à London en Ontario. Elle était connue sous le nom de EZ-Rock 97.5.

### Virgin Radio 103.1
Virgin Radio 103.1 a été lancé le 31 août 2012 à Winnipeg ay Manitoba. Elle était connue sous le nom de Hot 103.

## Anciennes stations

### Virgin Radio 106.9
Virgin Radio 106.9 a été lancée le 9 janvier 2009 à Ottawa, en Ontario. Elle est la troisième station Virgin Radio à être lancée en Amérique du Nord. Elle était auparavant connue sous le nom de « The Bear ». Contrairement aux trois autres stations, elle a un format rock.
Le 4 février 2011, CKQB-FM 106.9 est revenu sous son ancien appellation The Bear.

#### Animateurs
- Alice Cooper : Sunday Nights with Alice Cooper
- Cub Carson : Rude Awakening with Cub Carson, Kitty Dines and Jay Herrington, Best of Rude Awakening
- Darren Stevens : Real Darren Stevens
- Gonzo : Gonzo's Roadshow, Virgin on Demand in the Afternoon, Virgin Rock 20